# Bilovodsk, Ucraina
Bilovodsk (în ucraineană Біловодськ) este așezarea de tip urban de reședință a raionului Bilovodsk din regiunea Luhansk, Ucraina. În afara localității principale, nu cuprinde și alte sate.

## Demografie
Componența lingvistică a așezării de tip urban Bilovodsk
     Ucraineană (85,68%)
     Rusă (14,07%)
     Alte limbi (0,11%)
Conform recensământului din 2001, majoritatea populației așezării de tip urban Bilovodsk era vorbitoare de ucraineană (85,68%), existând în minoritate și vorbitori de rusă (14,07%).